# Storsjäldret
Storsjäldret är en sjö i Krokoms kommun i Jämtland och ingår i Indalsälvens huvudavrinningsområde. Sjön har en area på 0,163 kvadratkilometer och ligger 358,5 meter över havet. Sjön avvattnas av vattendraget Ytterån (Ålfloån).

## Delavrinningsområde
Storsjäldret ingår i det delavrinningsområde (704977-139276) som SMHI kallar för Inloppet i Storsjäldret. Medelhöjden är 375 meter över havet och ytan är 1,3 kvadratkilometer. Räknas de 34 avrinningsområdena uppströms in blir den ackumulerade arean 292,41 kvadratkilometer. Ytterån (Ålfloån) som avvattnar avrinningsområdet har biflödesordning 2, vilket innebär att vattnet flödar genom totalt 2 vattendrag innan det når havet efter 311 kilometer. Avrinningsområdet består mestadels av skog (69 procent). Avrinningsområdet har 0,16 kvadratkilometer vattenytor vilket ger det en sjöprocent på 12,4 procent.